# Palmaria (semovente)
Il Palmaria è un semovente d'artiglieria concepito nel corso della seconda metà degli anni settanta dall'Italia per il mercato estero. È stato costruito in più di duecento esemplari e venduto a Libia e Nigeria.

## Storia

### Sviluppo
Nel 1977 la ditta italiana OTO Melara stanziò i fondi per la progettazione autonoma di un obice semovente da commercializzare esclusivamente sul mercato estero. Fin dall'inizio fu impostato come un'evoluzione dell'SP70, obice semovente concepito assieme Regno Unito e Germania Ovest nei tardi anni sessanta, poi abbandonato per sopraggiunte difficoltà tecniche. Il primo prototipo, basato sullo scafo del carro armato da combattimento nazionale OF-40 e dotato di una più ampia torretta, fu pronto sul finire del decennio. Una fonte afferma invece che venne completato nel 1981. Il nome del veicolo deriva da quello dell'omonima isola nel Mar Ligure.

### Produzione
La OTO Melara allestì la linea d'assemblaggio che iniziò a operare dal 1982 per soddisfare l'ordine inoltrato dalla Libia di 210 unità; lo stesso anno anche la Nigeria si disse interessata al mezzo e ne richiese venticinque unità. Nel 1986, infine, l'Argentina comprò venticinque torrette sfuse. In totale la produzione durò per quasi tutti gli anni novanta e totalizzò 235 esemplari. Una fonte riporta, invece, che l'Argentina abbia fatto richiesta per venti torrette.

## Caratteristiche
Il semovente d'artiglieria Palmaria adopera lo scafo dell'OF-40 come piattaforma mobile, al quale sono state apportate alcune modifiche. Al posto dell'originale propulsore da 10 cilindri e 830 hp di potenza, il vano posteriore accoglie un diesel MTU MB 837 Ka-500 a 8 cilindri a V sovralimentato con turbocompressore, erogante 750 hp e servito da un serbatoio capace di 800 litri. Questo motore di derivazione tedesca è dotato di un convertitore di coppia e usufruisce di un cambio planetario Renk con quattro velocità e una retromarcia; l'albero lo collega alle ruote motrici posteriori. La presenza di un motore elettrico ausiliario è riportata da più fonti ma non vi è accordo sulla funzione svolta: per una fonte servirebbe a muovere la torretta e a risparmiare così carburante del propulsore principale; per una seconda fonte sarebbe preposto a sostituire il motore diesel MTU quando fuori servizio. Una terza fonte afferma che tale apparato, posto nello scafo anteriore sinistro, era diesel e non elettrico e rimpiazzava il motore primario se era spento.
Il treno di rotolamento si compone di sette ruote portanti con battistrada gommato, ciascuna con una barra di torsione e un ammortizzatore idraulico; sul lato superiore sono imperniati cinque rulli reggicingolo. La ruota motrice è posteriore e quella di rinvio anteriore, addetta anche a regolare la tensionatura dei cingoli larghi 584 mm.
Riguardo alle protezioni passive, lo scafo ha registrato la diminuzione dello spessore della corazzatura in acciaio e la torretta (pesante 12,5 tonnellate in ordine di combattimento) è stata costruita con lastre in lega d'alluminio; simili corazze possono resistere solo al fuoco di armi leggere e schegge di granata.
L'armamento primario installato in torretta consiste in un obice da 155/41 (155 mm di calibro per una lunghezza della canna pari a 41 volte il calibro), pezzo d'artiglieria derivato dal pari calibro FH-70. L'obice è fornito di un freno di bocca a due luci e di un espulsore dei fumi dello sparo; l'alzo del pezzo è compreso tra -4° e +70° e viene eseguito con un meccanismo idraulico, ma sono disponibili anche sistemi manuali. Il brandeggio, ottenuto ruotando la torre, è pari a 360°. La scorta di proietti caricabile è di 30 colpi, dei quali 23 sono immagazzinati in rastrelliere disposte nella torretta per un pronto impiego: possono essere adoperati tutti i tipi di munizioni da 155 mm NATO, dalle granate illuminanti a quelle HE ("High Explosive") a frammentazione. Il caricamento può avvenire sia a mano, sia mediante un congegno semiautomatico: quando viene sparato un colpo la canna torna a un alzo preregolato di +2°, la culatta si apre e viene immesso un altro proietto, dietro il quale viene posta a mano la carica di lancio; l'otturatore si chiude e il ciclo di fuoco può ricominciare. La gittata nominale dell'obice raggiunge i 24.700 metri ma essa può essere incrementata a 30.000 metri utilizzando speciali granate con propulsione a razzo e con una carica esplosiva da 45,5 chili, ordigni forniti dalla Simmel. Grazie ai sistemi automatici di caricamento il Palmaria può sparare tre colpi nell'arco di trenta secondi oppure un colpo ogni quindici secondi; il rateo di fuoco preferibile è però quello con una cadenza di una granata per minuto. La dotazione offensiva è completata da una mitragliatrice da 7,62 mm o 12,7 mm, installata in corrispondenza del portello d'accesso del capocarro a destra (avente funzione contraerea), e da quattro lanciafumogeni ad azionamento elettrico, che possono essere aggiunti nella zona antero-laterale della torre.
L'equipaggio addetto a un singolo semovente conta cinque elementi: nello scafo, a destra, sedeva il pilota. In torretta trovano posto il comandante, chiamato anche a utilizzare la mitragliatrice quando necessario, un cannoniere e un caricatore, mentre un porgitore si occupa di passare le cariche di lancio. Nel complesso il Palmaria è un sistema d'arma lungo oltre 11 metri, alto più di 3 metri e pesante in ordine combattimento 46 tonnellate. L'autonomia è ciononostante assai ampia, pari a 400 chilometri o 500 chilometri su strada asfaltata. La velocità di punta su strada arriva a 60 km/h e la mobilità è generalmente buona: il semovente riesce a padroneggiare fossati larghi 3 metri e ostacoli verticali alti fino a 1,15 metri; le capacità di guado, pari a 1 metro circa, possono essere incrementate a ben 4 metri dopo una breve preparazione.

## Derivati
L'Argentina ha installato sugli scafi di 17 Tanque Argentino Mediano, i locali carri armati da combattimento, altrettante torrette di Palmaria acquistate negli anni ottanta; il nuovo semovente fu denominato TAM VCA ("Vehiculo de Combate de Artilleria") e presenta uno scafo più lungo di quello originale. Al giorno d'oggi presta ancora servizio nell'esercito argentino.

## Utilizzatori
- Libia: nel 1982 comprò un lotto di 210 esemplari che furono forniti negli anni seguenti.[3] Una fonte riporta che le unità acquistate erano 200.[2] Nel 2007 i Palmaria segnalati come operativi nell'esercito libico ammontavano a 160.[8] Il 19 marzo 2011, alle ore 17:45, cacciabombardieri francesi eseguirono un attacco ai danni dell'esercito di Muʿammar Gheddafi nel quadro dell'intervento internazionale in Libia: il primo mezzo corazzato distrutto fu proprio un Palmaria.[9]
- Nigeria: ordinò 25 semoventi in contemporanea alla Libia e sembra che la transazione non sia ancora stata confermata, almeno in via ufficiale.[2] Una fonte afferma, però, che al 2007 le forze armate nigeriane potevano schierare 27 mezzi.[8]
- Argentina: 17 esemplari attualmente in uso

 ItaliaCirca 10 esemplari di Leonardo sono in fase di valutazione per essere restaurati forse come forniture alle forze ucraine.